# Gisay-la-Coudre
Gisay-la-Coudre est une ancienne commune française, située dans le département de l'Eure en région Normandie, devenue le 1er janvier 2016 une commune déléguée au sein de la commune nouvelle de Mesnil-en-Ouche.

## Géographie
Village du pays d'Ouche.

## Toponymie
Le nom de la localité est attesté sous la forme médiévale latinisée Gysaium en 1124.
Le nom de Gisay remonte au type gaulois *Gisacon (de *Gisāko-), en latin Gisacum, également nom ancien du Vieil-Évreux et nom d'un hameau de Thevray
Le premier élément s'explique soit par le nom de personne gaulois Gisos ou par le terme gēso (de gaiso) qui signifie « javelot, pointe, cap, éminence », (terme passé en latin sous la forme gaesum), à supposer une évolution secondaire gēso > gīso fréquente en gaulois cf. Alesia / Alisia.
On le retrouve dans Gisors, jadis Gisoritum (avec rito-, gué), peut-être « le gué marqué par des lances ». Le second élément est le suffixe gaulois -acon (celtique -*āko- de localisation cf. breton -eug / -eg; gallois -og), puis de propriété gallo-romaine sous la forme *-ACU.
Le déterminant complémentaire -la-Coudre signifie « le coudrier » en ancien français, c'est-à-dire « le noisetier ».
Les paroisses de Saint Ouen de Mancelles, Bosc Roger et Bosc Robert ont été réunies à Gisay-la-Coudre en 1792.

## Histoire
La légende veut que saint Taurin, premier évêque d'Evreux de 350 à 411, soit mort flagellé avec les branches d'un noisetier et griffé par les femmes (qui naîtraient sans ongles depuis !), ainsi le village tiendrait son qualificatif de « la Coudre », de cette histoire.

## Politique et administration
| Période                                  | Période  | Identité            | Étiquette | Qualité  |
| ---------------------------------------- | -------- | ------------------- | --------- | -------- |
| 1919                                     | 1925     | C. Moussel          |           |          |
| mars 2001                                | En cours | Jean-Pierre Bordeau | UMP-LR    | Retraité |
| Les données manquantes sont à compléter. |          |                     |           |          |

## Démographie
L'évolution du nombre d'habitants est connue à travers les recensements de la population effectués dans la commune depuis 1793. À partir du 1er janvier 2009, les populations légales des communes sont publiées annuellement dans le cadre d'un recensement qui repose désormais sur une collecte d'information annuelle, concernant successivement tous les territoires communaux au cours d'une période de cinq ans. 
Pour les communes de moins de 10 000 habitants, une enquête de recensement portant sur toute la population est réalisée tous les cinq ans, les populations légales des années intermédiaires étant quant à elles estimées par interpolation ou extrapolation. Pour la commune, le premier recensement exhaustif entrant dans le cadre du nouveau dispositif a été réalisé en 2004,.
En 2013, la commune comptait 239 habitants, en évolution de +0,42 % par rapport à 2008 (Eure : +2,66 %, France hors Mayotte : +2,49 %).
| 1793 | 1800 | 1806 | 1821 | 1831 | 1836 | 1841 | 1846 | 1851 |
| ---- | ---- | ---- | ---- | ---- | ---- | ---- | ---- | ---- |
| 270  | 950  | 933  | 799  | 693  | 790  | 719  | 699  | 647  |

| 1856 | 1861 | 1866 | 1872 | 1876 | 1881 | 1886 | 1891 | 1896 |
| ---- | ---- | ---- | ---- | ---- | ---- | ---- | ---- | ---- |
| 605  | 572  | 574  | 475  | 456  | 458  | 434  | 425  | 379  |

| 1901 | 1906 | 1911 | 1921 | 1926 | 1931 | 1936 | 1946 | 1954 |
| ---- | ---- | ---- | ---- | ---- | ---- | ---- | ---- | ---- |
| 357  | 342  | 343  | 301  | 304  | 310  | 264  | 333  | 351  |

| 1962 | 1968 | 1975 | 1982 | 1990 | 1999 | 2004 | 2009 | 2013 |
| ---- | ---- | ---- | ---- | ---- | ---- | ---- | ---- | ---- |
| 279  | 252  | 242  | 227  | 221  | 233  | 249  | 232  | 239  |

## Lieux et monuments
- Église Saint-Aubin[8]; les vitraux sont de 1855 et dus à l'atelier Duhamel-Marette[9] et Gaspard Gsell[10]
- Église Saint-Ouen au lieu-dit Saint-Ouen-de-Mancelles[11], et son presbytère[12]
- Église Saint-Jean-Baptiste au lieu-dit Le Bosc-Roger[13], désaffectée, et son presbytère[14]
- Manoirs à la Glaçonnière[15],[16], la Villette[17], la Chauvinière[18], la Mare-Joachim[19] et au Boulay[20].

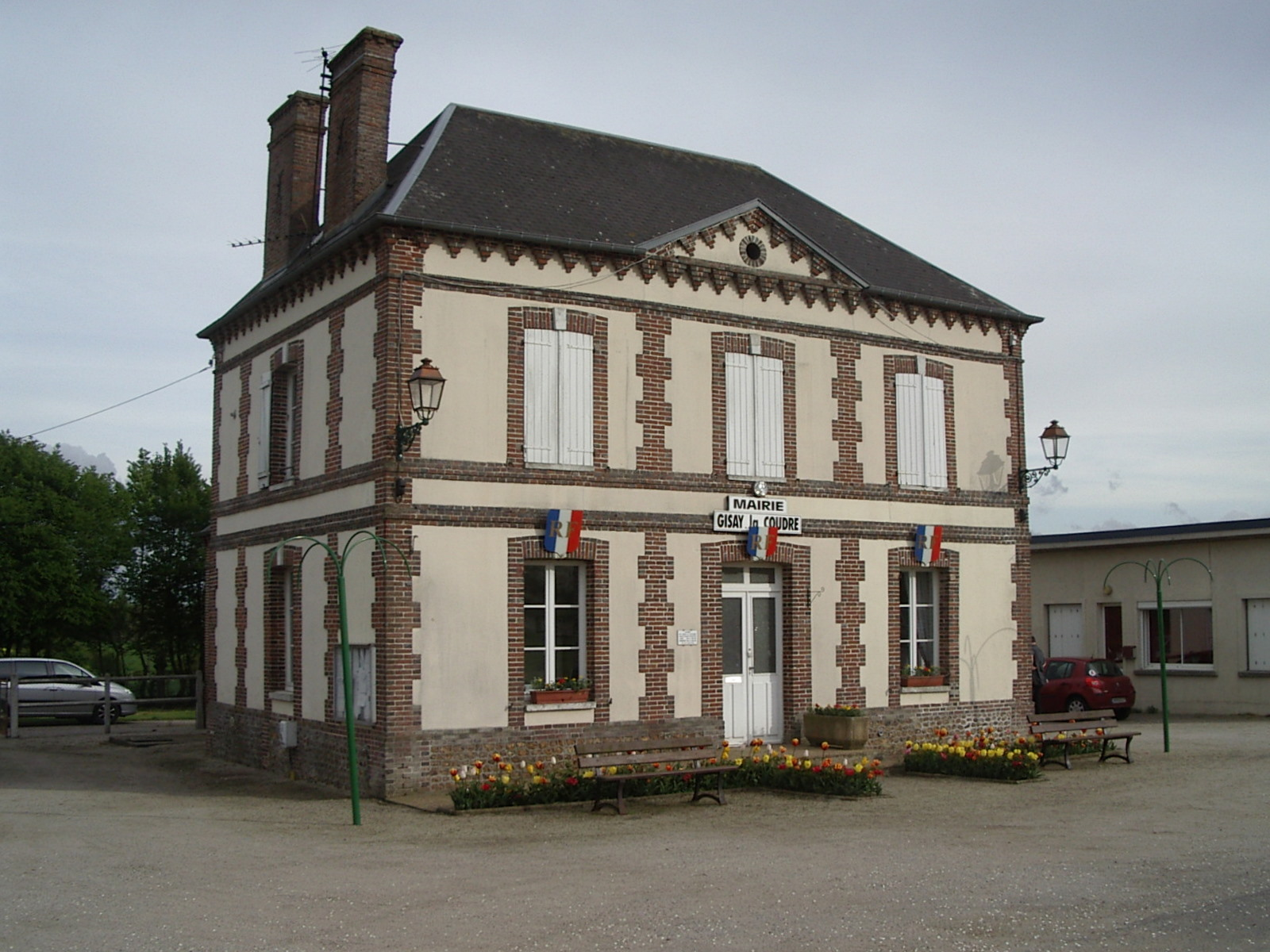
Mairie.
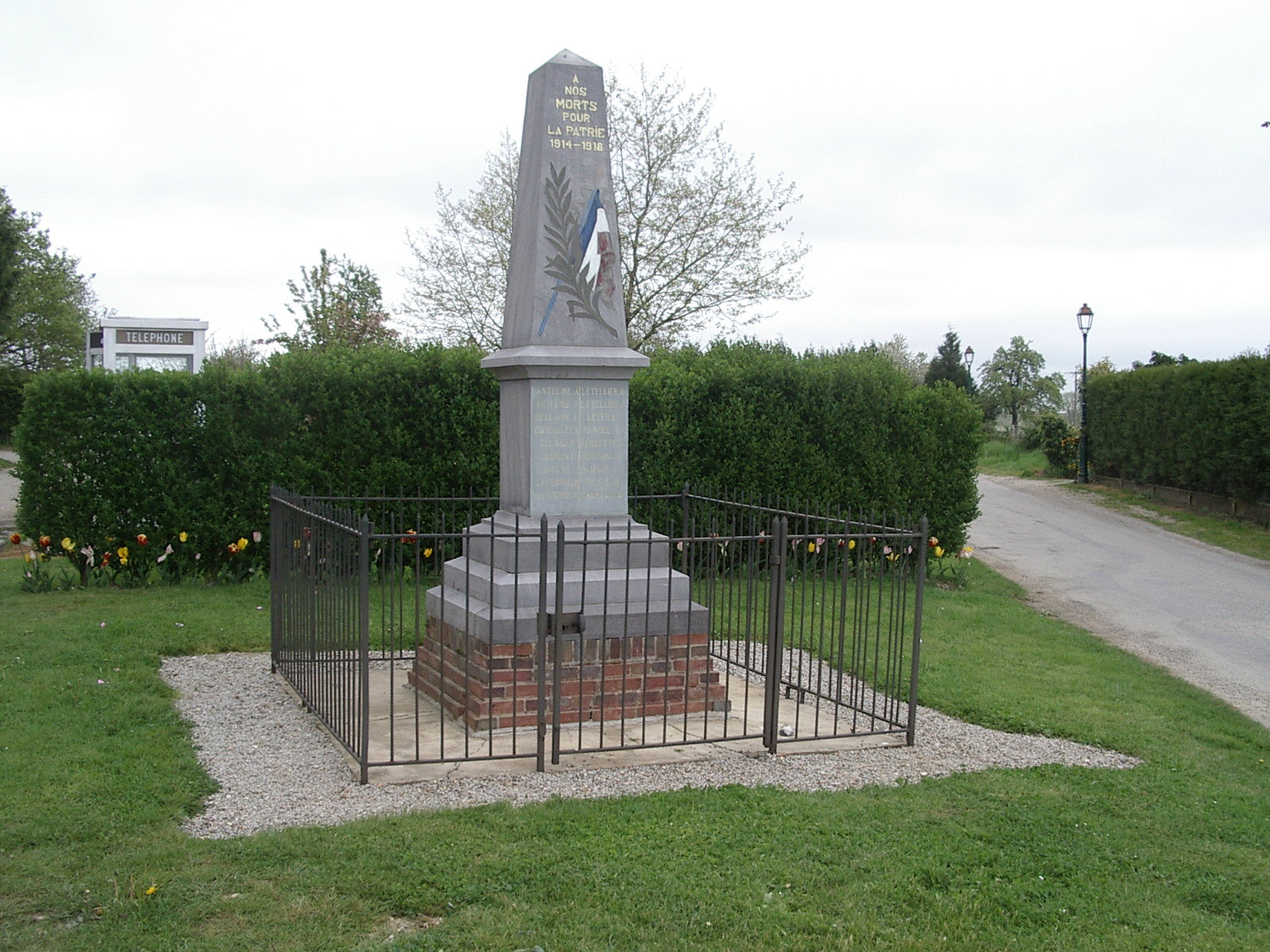
Monument aux morts.
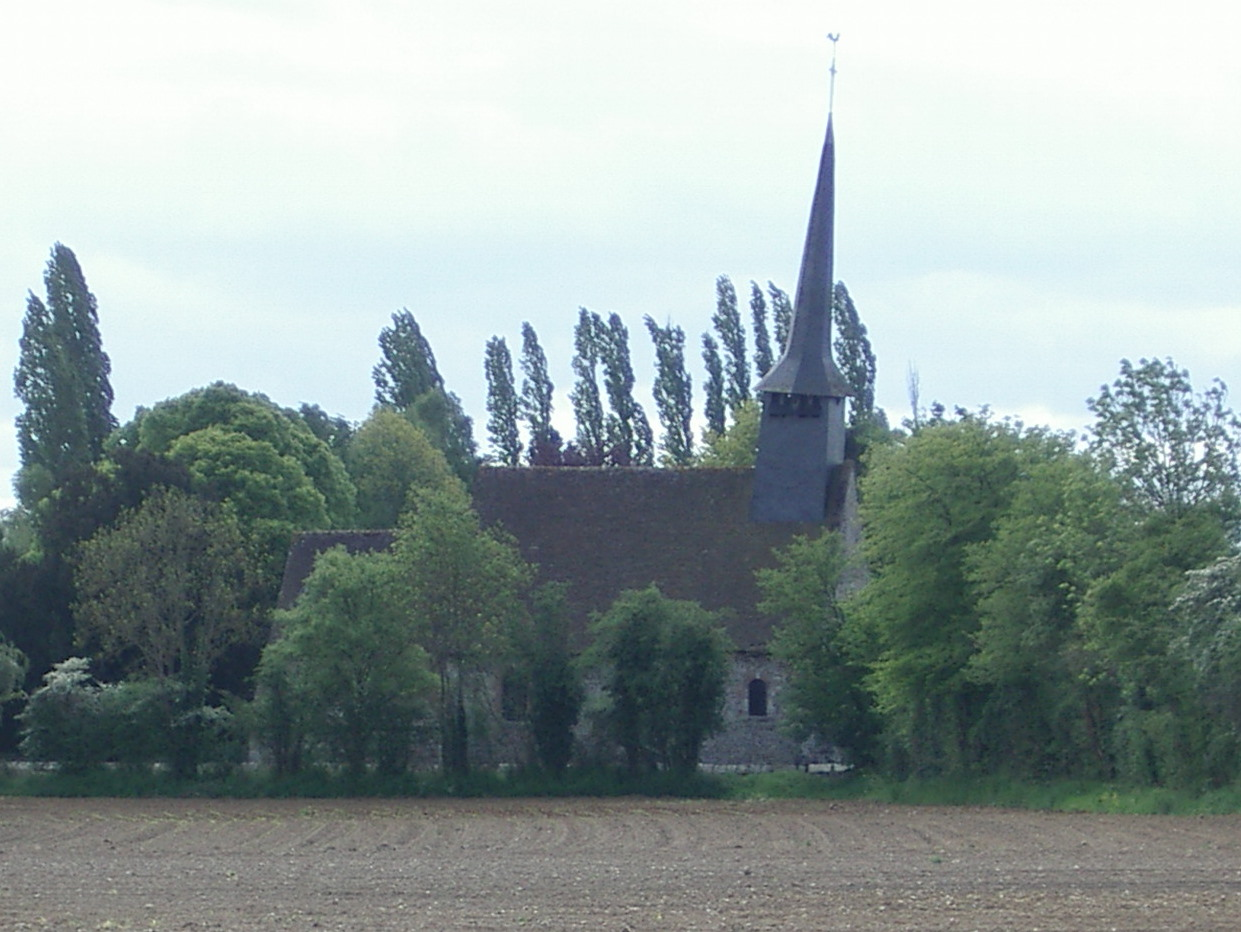
L'église Saint-Ouen Inscrit MH (1962)
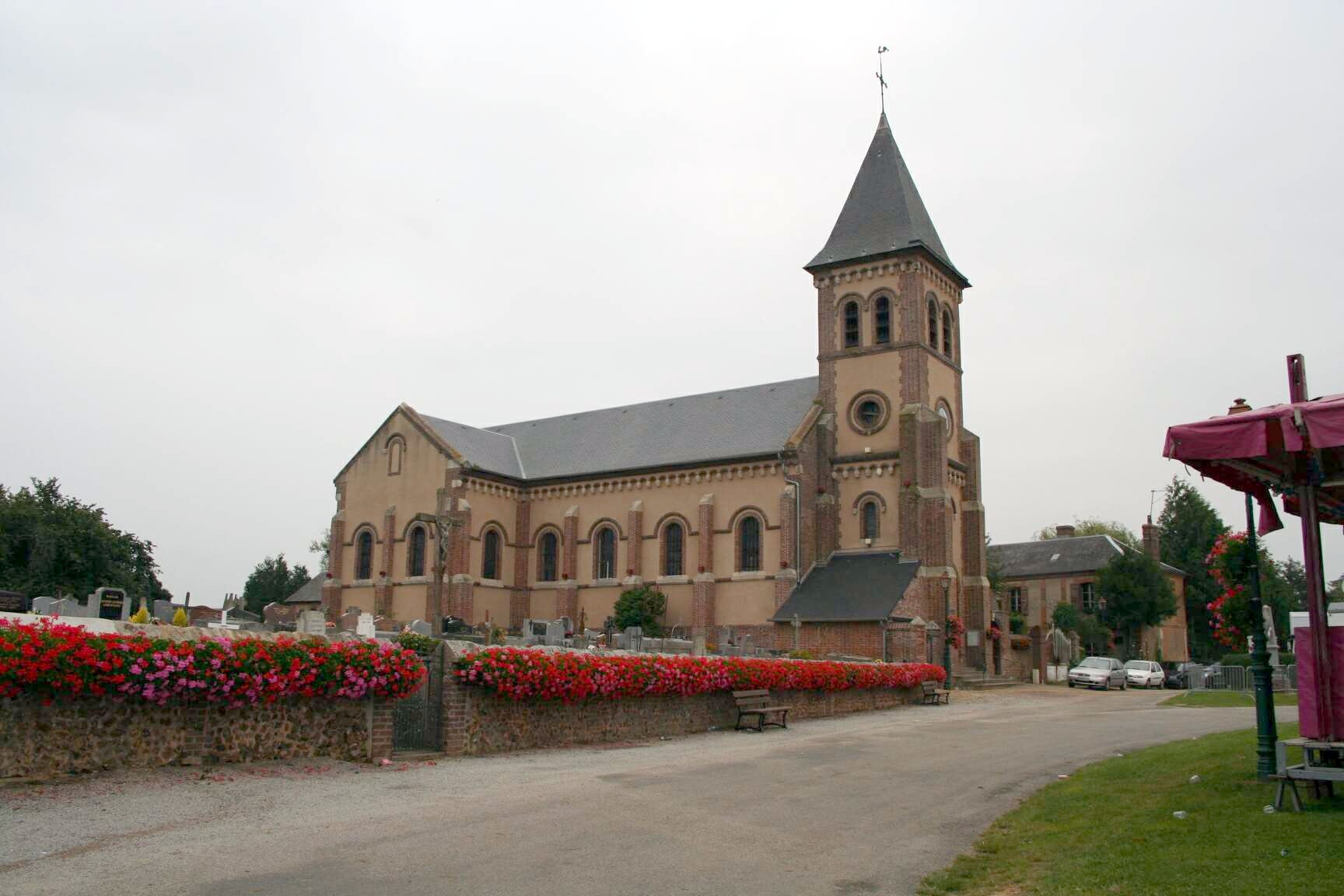
L'église paroissiale Saint-Aubin

- Motte féodale au Bosc-Roger[21],[22]